# Kurena
Kurena – wieś w Estonii, w prowincji Pärnu, w gminie Are.

## Natura
Przez wieś przepływa rzeka Elbu.